# Denny Landzaat
Denny Domingues Landzaat (* 6. Mai 1976 in Amsterdam) ist ein ehemaliger niederländischer Fußballspieler.

## Karriere
Landzaat begann das Fußballspielen beim Amsterdamer Stadtteilclub Buitenveldert, bevor er als Achtjähriger zur Jugend von Ajax Amsterdam kam. In seinem ersten Profijahr 1995/96 kam er aber nur zu einem Einsatz und weiteren drei Minuten in der Champions League. Daraufhin wechselte er in die zweithöchste Klasse zum MVV Maastricht, der in dieser Saison den Aufstieg in die Eredivisie schaffte. In dieser und den folgenden beiden Jahren bestritt er für den MVV jedes Pflichtspiel.
1999 wechselte er dann in höhere Tabellenregionen nach Tilburg zu Willem II. Auch dort wurde er schnell zu einem der wichtigsten Spieler der Mannschaft im kreativen Mittelfeld, der kaum ein Spiel der Mannschaft verpasste. Außerdem zeigte er dort auch große Torjägerqualitäten. Folgerichtig kam er 2001 auch zu seiner ersten Berufung in die niederländische Fußballnationalmannschaft. Aber dort konnte er sich gegen die etablierten Stars der internationalen Spitzenclubs auf seiner Position nicht richtig durchsetzen.
Zum Jahreswechsel 2003/04 wechselte er selbst dann zum aufstrebenden AZ Alkmaar. Über Platz 5 und Platz 3 errang er dort mit der Mannschaft im dritten Jahr die Vize-Meisterschaft und damit auch die Champions-League-Qualifikation. Zuvor war Alkmaar auch schon der Vorstoß bis ins UEFA-Cup-Halbfinale gelungen.
Mit dem Erfolg im Verein, wo er ein Star der Mannschaft war, kam auch seine Rückkehr in die Nationalmannschaft, in der er im Mittelfeld eine wichtige Rolle im Spielsystem bei der Unterstützung der schnellen niederländischen Stürmer spielt. In den Qualifikationsspielen zur Fußball-Weltmeisterschaft 2006 war er in der Stammformation gesetzt. Bei der WM 2006 war Landzaat lediglich Einwechselspieler und kam in drei von vier Partien zum Einsatz. Seit Ende der WM gehört er wieder zur Stammelf von Oranje.
Trotz seiner erfolgreichen Tätigkeit in Alkmaar wechselte Landzaat für eine Ablösesumme von 4,4 Millionen Euro zu Beginn der Saison 2006/07 in die englische Premier League zu Wigan Athletic. Im Januar 2008 kehrte er in sein Heimatland zurück, als er zu Feyenoord Rotterdam wechselte. In seinem ersten Spiel für Feyenoord erzielte er gleich sein erstes Tor.
Im Sommer 2010 wechselte Landzaat zum amtierenden Meister FC Twente Enschede. In seiner ersten Saison erreichte er mit Twente die Vizemeisterschaft sowie den Pokalsieg. Im Sommer 2013 lief sein Vertrag aus. Landzaat hielt sich vor der folgenden Saison eine Zeit lang bei seinem alten Verein AZ in Alkmaar fit, einen neuen Arbeitgeber fand er bis Saisonbeginn nicht. Im Januar 2014 heuerte er bei Willem II Tilburg in der Eerste Divisie an.

## Titel / Erfolge
- Niederländischer Meister: 1996 (Ajax Amsterdam)
- Niederländischer Vize-Meister: 2006 (AZ Alkmaar), 2011 (FC Twente)
- UEFA-Cup-Halbfinale: 2005 (AZ Alkmaar)
- Niederländischer Pokalsieger: 2011 (FC Twente)